# Hemkläppen
Hemkläppen är en ö nära Boskär i Nagu,  Finland.   Den ligger i Pargas stad i den ekonomiska regionen  Åboland  och landskapet Egentliga Finland. Ön ligger omkring 7 kilometer nordost om Boskär, omkring 14 kilometer söder om Nagu kyrka,  48 kilometer sydväst om Åbo och 170 km väster om Helsingfors. Närmaste allmänna förbindelse är förbindelsebryggan vid Östra Rockelholm som trafikeras av M/S Cheri.